# الثجرة (ذي السفال)

تعديل مصدري - تعديل

الثجرة محلة تابعة لقرية بيت حميد، التابعة لعزلة رعاش بمديرية ذي السفال إحدى مديريات محافظة إب في الجمهورية اليمنية، بلغ تعداد سكانها 136 حسب تعداد اليمن لعام 2004.